# Icchantika
Gli icchantika (aggettivo sanscrito; devanāgarī: इच्छन्तिक; cinese: 一闡提, yīchǎntí; coreano: ilcheonje; giapponese: issendai; vietnamita: nhất xiển đề; tibetano: ’dod chen), secondo alcune dottrine della scuola Cittamātra appartenente al Buddismo Mahāyāna, sono quella classe di esseri viventi esclusa in eterno dalla Liberazione.

## Caratteristiche
A differenza della dottrina cristiana protestante della "depravazione totale", gli icchantika non derivano la loro condizione da una contaminazione originaria ed ereditaria del "male", ma da una scelta deliberata di compiere il male.
In particolare conducono allo stato di icchantika le cinque azioni mortali se compiute con l'aggravante di non provarne rimorso: uccidere il padre, uccidere la madre, uccidere un arhat, ferire un Buddha, dividere il saṅgha.
Causare la morte di un icchantika, per quanto grave, verrebbe così considerato un'azione karmicamente meno grave dell'uccisione di un insetto, in quanto il primo è ritenuto compagno di Māra, il secondo un essere senziente che sta scontando il frutto delle sue azioni ma è pur sempre sulla strada verso la Liberazione.

## Storia
La dottrina riguardante gli icchantika è trattata particolarmente nel Aṅgulimālā Sūtra e, nel Mahāyāna, nel Mahāyāna Mahāparinirvāṇasūtra. In particolare il secondo diede adito ad ampie discussioni in Cina durante la dianstia Jin. Le varie redazioni e traduzioni di questo testo in tibetano e cinese attestano che fino al V secolo il sūtra in sanscrito era ancora soggetto a varie versioni e non ancora stabilito. Nel 412 il monaco e traduttore Fǎxiǎn tornò dall'India e si apprestò a tradurre, con l'aiuto di Buddhabhadra, il Mahāyāna Mahāparinirvāṇasūtra che aveva portato con sé. Dalle prime versioni che iniziarono a circolare si diffuse in Cina la dottrina riguardante gli icchantika.
Contro questa innovazione dottrinale si schierò risolutamente il monaco Dàoshēng, che ritenne impossibile che si potesse sostenere l'esclusione di una classe di esseri senzienti dal nirvāṇa  e dalla bodhi, sia perché avrebbe limitato la pervasività dello stesso, intaccato la dottrina del tathāgatagarbha, introdotto un principio di dualità che avrebbe disgregato il senso di ogni non-differenziazione e quindi le basi stesse della dottrina della Prajñāpāramitā.
Si giunse a prospettare l'esclusione di Dàoshēng dal saṅgha in quanto rifiutava esplicitamente l'autorità di un sūtra.
Nel 421 però Dharmakṣema concluse la sua traduzione definitiva del Mahāyāna Mahāparinirvāṇasūtra da cui risultava evidente che anche gli icchantika avrebbero raggiunto la Liberazione finale grazie al fatto che tutti gli esseri senzienti possiedono già la natura di Buddha, Buddha-dhatu.
Nel 430 questa nuova traduzione completa giunse nella Cina meridionale dove si trovava Dàoshēng, a cui fu immediatamente riconosciuto il merito di aver sostenuto la posizione dottrinale più corretta.
Anche nel Laṅkāvatārasūtra si sostiene la salvezza per gli icchantika, grazie al potere salvifico del Buddha. Simile potenza salvifica è anche attribuita a bodhisattva come Avalokiteśvara e Kṣitigarbha.
Infine anche nell'Amidismo gli icchantika possono giungere alla liberazione grazie al potere salvifico del Buddha Amitābha.
Da allora la categoria degli icchantika viene utilizzata in ambito dialettico buddista per dimostrare che anche questa categoria, apparentemente chiusa a ogni possibile redenzione, possiede anch'essa le risorse e la natura stessa di Buddha.